# Naranjito (mascota)
Naranjito fue la mascota de la Copa Mundial de Fútbol de 1982 organizada por España. El personaje representaba una naranja, fruta típica de la zona de Valencia, Murcia y Andalucía, vestida con el uniforme de la selección de fútbol de España y con un balón de este deporte bajo el brazo izquierdo.

## Historia
La mascota fue creada por los publicistas María Dolores de Salto y José María Martín Pacheco, en Sevilla. Al respecto, Martín Pacheco señaló: 
Vi las naranjas y me pregunté ¿por qué no? Quería evitar lo del toro y la pandereta como mascota del Mundial. Me dieron un millón de pesetas a mí y a la agencia; luego, la Federación vendió los derechos a una empresa de merchandising por 1.400 millones.

Aunque su presentación como mascota generó más comentarios negativos que elogios debido a su pobre diseño y pésima simetría, con el paso del tiempo fue aceptado debido a su significado más que a su apariencia.
Apareció en gran cantidad de recuerdos y artículos de Merchandising y protagonizó una serie de dibujos animados en Televisión Española, Fútbol en acción. 
En la actualidad, su imagen se ha recuperado como motivo iconográfico por parte de la generación que vivió el mundial, para utilizarla en nuevos productos.

Además en la presentación del Mundial 2022 se le hizo un pequeño guiño junto a mascotas como Juanito o Pique.

## Televisión
Fútbol en acción  era el nombre de la serie animada estrenada en 1981, por Radio Televisión Española. Los capítulos tenían una duración de 20 minutos y el personaje central era "El Naranjito", mascota Oficial del Campeonato Mundial de Fútbol de 1982.
La serie tuvo una duración de 26 episodios y la temática era el fútbol, las aventuras y el Mundial del 82. Naranjito iba acompañado de otros personajes, como su novia, la mandarina Clementina, su primo, el limón Citronio y su amigo, el robot pera Imarchi. Entre los personajes antagónicos se encontraban Zruspa y sus hijos, los Cocos.